# Anthidiellum nigriceps
Anthidiellum nigriceps là một loài Hymenoptera trong họ Megachilidae. Loài này được Friese mô tả khoa học năm 1914.